# Eriophorum scheuchzeri

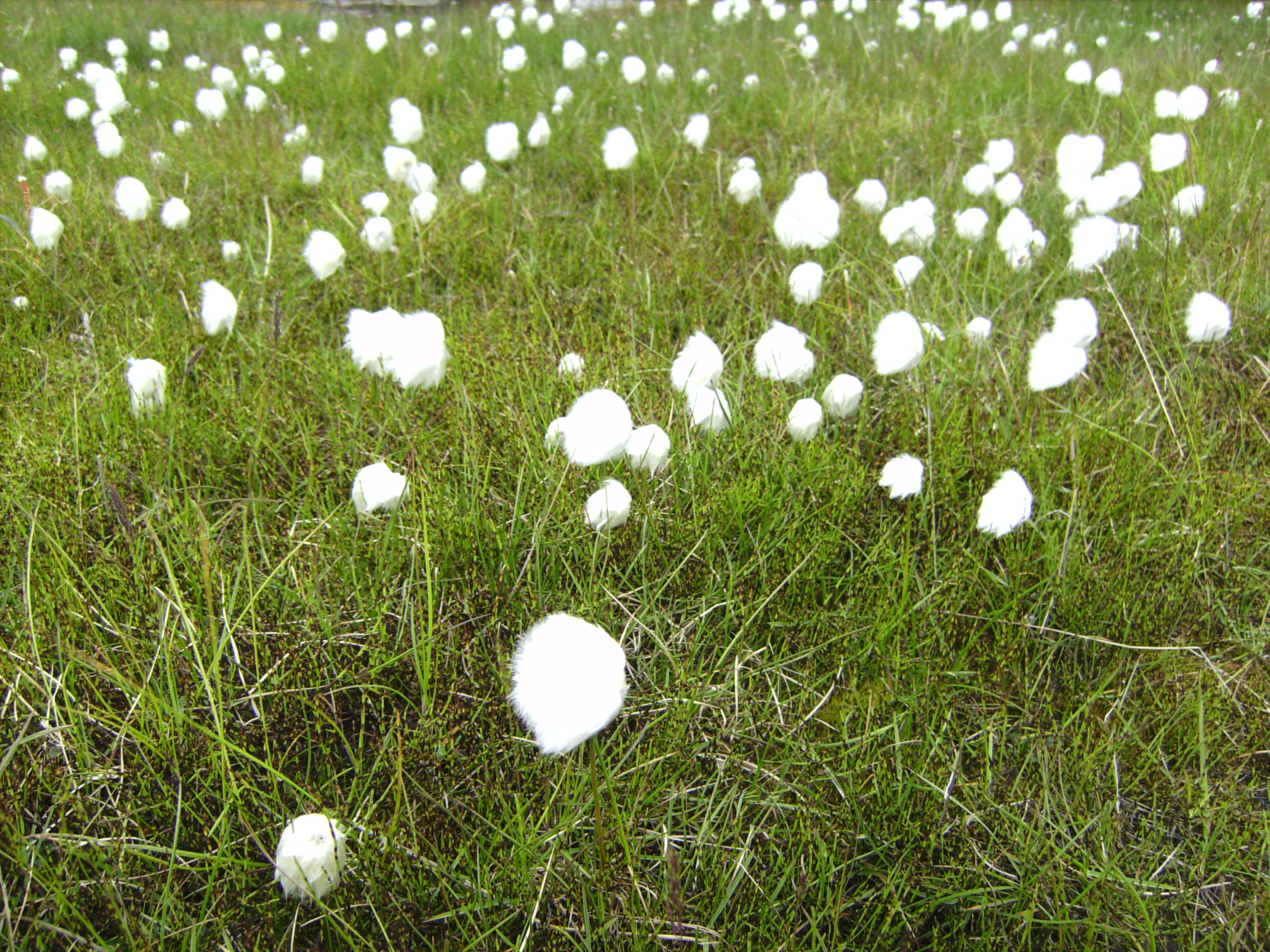
Herbes cotoneres a Spitsbergen

Eriophorum scheuchzeri és una espècie de planta amb flor dins la família ciperàcia coneguda també com a herba cotonera àrtica pel seu aspecte com de floc de cotó. La seva distribució és circumpolar i circumboreal dins l'Hemisferi Nord. Es troba a Alaska, al llarg del Canadà, Groenlàndia, Islàndia, i a través d'Euràsia. Hi ha una distribució disjunta a les muntanyes Rocoses els Alps, i a Mont Daisetsu al Japó, i en algunes altres muntanyes d'Àsia.
Als Pirineus catalans es troba només a l'Alta Cerdanya i el Conflent, i allà floreix entre maig i juny.
És una planta herbàcia perenne que produeix colònies a través dels seu rizoma. La tija és fina i pot arribar a 70 cm d'alt però sovint és molt més curta. Les fulles són enrotllades i fan fins a 12 cm de llargada. La inflorescència és un capítol floral solitari cotonós de color blanc brillant de 3 cm de llargada.
Aquesta planta es troba des del nivell del mar (en la part nord de la seva localització) als 4000 metres d'altitud en la seva distribució sud. 's una planta heliòfita i restringida a hàbitats humits. Creix en aiguamolls i prats humits, a la vora de basses i llacs. Sovint s'associa am la molsa i altres ciperàcies com Carex aquatilis.
És comestible i té un gust dolç
La consumeix els bou mesquer. Les seves llavors alimenten alguns ocells.